# Village de Jõhvi
Ne doit pas être confondu avec ville de Jõhvi.
Jõhvi (jusqu'en 1919 Jewe en allemand) est un village de la commune de Jõhvi du comté de Viru-Est en Estonie. Sa population est de 443 habitants.